# Gonomomera halixanta
Gonomomera halixanta är en fjärilsart som beskrevs av Edward Meyrick 1910. Gonomomera halixanta ingår i släktet Gonomomera och familjen vecklare. Inga underarter finns listade i Catalogue of Life.